# باس-باریتون
باس-باریتون (به انگلیسی: Bass-baritone) گونه‌ای از صدای مردانه در خوانندگی است که بین صداهای باریتون و باس جای می‌گیرد. این گونه قابلیت صدای باریتون را دارد اما در محدوده پایین‌ترِ باس است.
خوانندگانی که دارای صدای باس-باریتون هستند در اپرا توانایی ایفای نقش‌های متفاوتی را دارند اما در بیشتر موارد نقش‌های اشخاص شرور و منفی را اجرا می‌کنند.